# Luigi Bertolini
Luigi Bertolini   (Busalla, 13 de setembre de 1904 - Torí, 11 de febrer de 1977) fou un futbolista italià de la dècada de 1930.
Fou 26 cops internacional amb la selecció de futbol d'Itàlia amb la qual participa al Mundial de 1934. Pel que fa a clubs, destacà a Savona, Alessandria i Juventus FC.
Trajectòria com a entrenador:
- 1937–1940 Tigullia
- 1946–1947 Acireale
- 1947–1948 Reggina
- 1951 Juventus
- 1952 Brescia Calcio
- 1952–1953 Cuneo
- 1953–1955 Cenisia
- 1965–1966 Chieri